# ヘンリク・ルボミルスキ

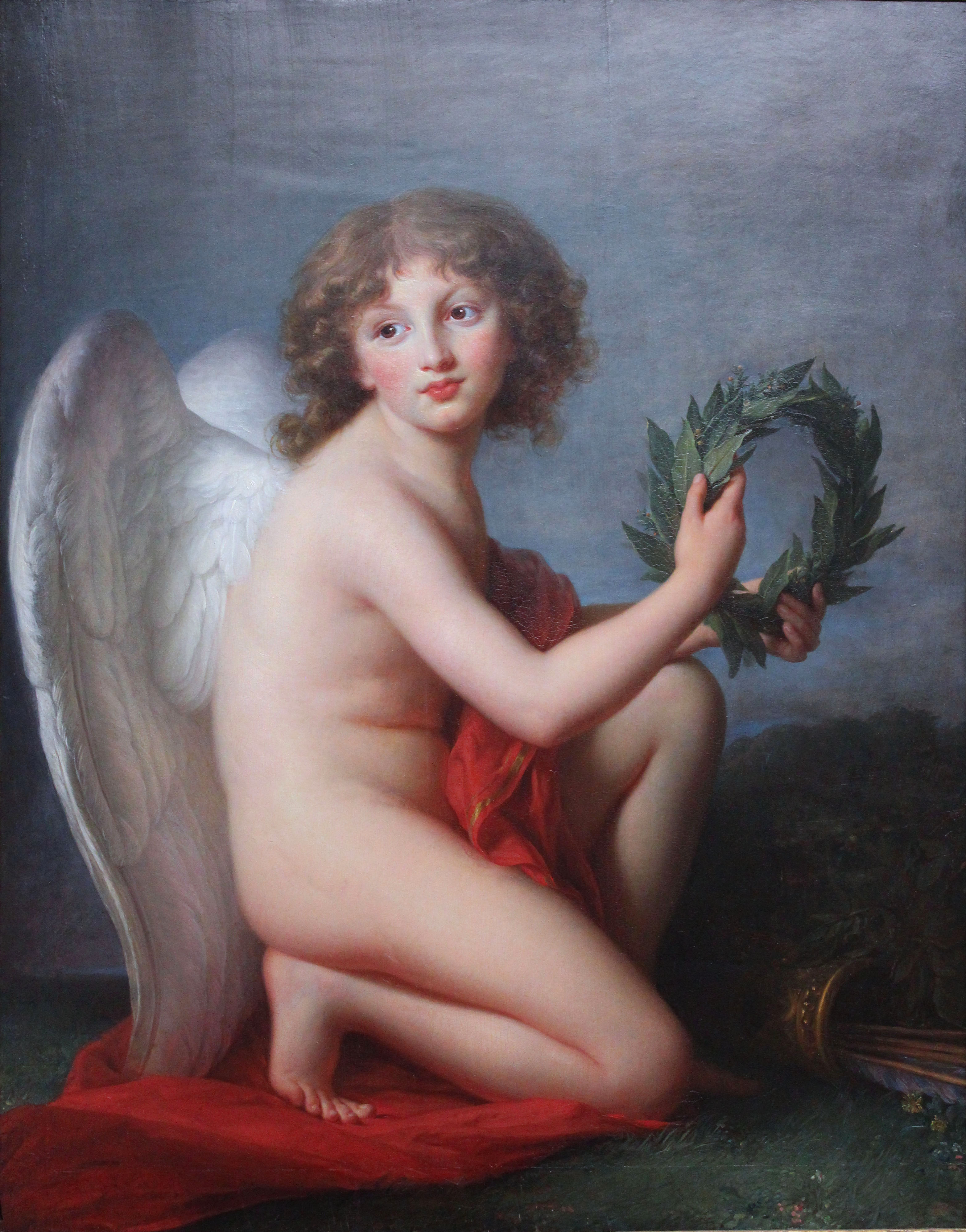
「名声」の寓意に扮したヘンリク・ルボミルスキ公爵、エリザベート・ヴィジェ＝ルブラン画、1789年

ヘンリク・ルドヴィク・ルボミルスキ（Henryk Ludwik Lubomirski, 1777年9月15日 - 1850年10月20日）は、オーストリア領ガリツィアのポーランド人貴族、篤志家。ルボミルスキ家の公（侯爵（Fürst）/公爵（książę））。プシェヴォルスクの初代オルディナト。

## 生涯
ユゼフ・アレクサンデル・ルボミルスキ公とその妻のルドヴィカ・ソスノフスカ（1751年 - 1836年）の間の長男として生まれ、ウィーンで教育を受けた。1809年、ナポレオン皇帝によってオーストリア領ガリツィアの北半分がワルシャワ大公国に併合された際、ルボミルスキは併合を受け入れるクラクフ市臨時政府の代表に選ばれた。1812年には、クラクフ地方の行政長官に任じられている。
1823年12月25日、文芸活動家のユゼフ・マクシミリアン・オッソリンスキ伯爵との間で協定を結び、オッソリンスキが開設したレンベルク（現在のウクライナ領リヴィウ州リヴィウ）の研究機関オッソリネウム（Ossolineum）に自身の収集した骨董品、美術品などの個人コレクションを寄贈した。このコレクションを基に、オッソリネウム内にはルボミルスキ公爵博物館（Muzeum Książąt Lubomirskich）が創設された。1827年には、オッソリネウムの文献部門の理事に就任した。
1807年にテレサ・チャルトリスカ公女（1785年 - 1868年）と結婚し、間に1男3女の4人の子女をもうけた。次女のイザベラ・マリア・ルボミルスカ（1808年 - 1890年）はヴワディスワフ・ヒェロニム・サングシュコ公に、三女のヤドヴィガ・ルボミルスカ（1815年 - 1895年）はリーニュ公ウジェーヌ1世に嫁いだ。長男のイェジ・ヘンリク・ルボミルスキ（1817年 - 1872年）も政治家、慈善家として活動した。